# You're Speaking My Language
You're Speaking My Language é o álbum de estreia da banda de rock norte-americana Juliette and the Licks, lançado em 17 de maio de 2005.

## Faixas
1. "Intro" — 0:23
2. "You're Speaking My Language" — 2:14
3. "Money in My Pocket" — 3:08
4. "American Boy, Vol. 2" — 3:47
5. "I Never Got to Tell You What I Wanted To" — 4:33
6. "This I Know" — 3:57
7. "Pray for the Band Latoya" — 2:49
8. "So Amazing" — 2:19
9. "By the Heat of Your Light" — 2:56
10. "Got Love to Kill" (Remix) — 3:42
11. "Seventh Sign" — 3:57
12. "Long Road Out of Here" — 6:39

## Créditos
- Juliette Lewis — Vocal
- Todd Morse — Guitarra
- Kemble Walters — Guitarra
- Paul Ill — Baixo
- Jason Morris — Bateria